# Тімашева Марія Семенівна
Тімашева Марія Семенівна (1(14).04.1894 — 04.04.1982) — український музейник, метеоролог, бібліотекар.
Тімашева Марія Семенівна народилася 1 (14) квітня 1894 р. у м. Старобільському (до 1933 р.) Харківської губернії (нині — м. Старобільськ Луганської області) в сім'ї службовця. Батько працював бухгалтером у Старобільській земській управі, мати — домогосподарка.
Марія Семенівна отримала початкову освіту в приватній школі поміщиці Коясухової з 1901 р. до 1904 р., з 1905 р. продовжила навчання в жіночій гімназії м. Старобільська, де поглиблено вивчала французьку, німецьку мови та математику. Закінчила гімназію в 1914 р. з золотою медаллю, потім рік працювала рахівником в Земській управі. Але ця посада була малоцікавою для схильної до навчання дівчини, тому, покинувши службу, М. С. Тімашева більше року готувалася до вступу до Харківських вищих трирічних педагогічних курсів іноземних мов на французьке відділення. Її навчання припало на буремні 1917—1920 рр. Військові дії під час громадянської війни змусили М. С. Тімашеву зробити перерву у навчанні та повернутись до м. Старобільська, де з лютого до серпня 1919 р. включно працювала в місцевій бібліотеці при відділі народної освіти.
Закінчивши на початку 1920 р. навчання на педагогічних курсах, М. С. Тімашева повернулася до м. Старобільська. Там вона два місяці працювала вихователькою у дитячому будинку, потім повернулась до роботи в бібліотеці, а з листопада 1920 р. розпочала роботу в Музеї навчальних наочних приладів та налагодила спостереження на метеорологічній стації, що існувала при музеї. Через скрутне матеріальне становище, як наслідок першого голодомору 1921—1923 рр., М. С. Тімашева в 1922 р. робить спробу змінити місце роботи та переїжджає до м. Харкова. Початок 1920-х рр. був дуже скрутним у всіх галузях економіки країни та повсякденному житті людей, у всіх державних установах відбувалися масові скорочення штатних робітників, і, не знайшовши нової гідної роботи, М. С. Тімашева вимушена була у січні 1923 р. повернутися до батьківської хати у м. Старобільськ. У березні 1923 р. при сільбудинкові відкрився сільськогосподарський музей, в якому М. С. Тімашева почала працювати на посаді помічника завідувача, а згодом Завідувачкою музею.
У 1924 р. відбулося злиття Сільськогосподарського музею при сільбудинкові з Музеєм навчальних наочних приладів. Об'єднаний музей отримав нову назву — Музей Старобільського краю, який став однією з небагатьох окружних музеїв країни, що ввійшов до списку музеїв, які утримувалися за державний кошт, і перебував у безпосередньому підпорядкуванні Головного управління політосвітньої роботи НКО УСРР.
До середини 1920-х р. у Музеї Старобільського краю вже закінчився процес становлення і набув статусу музею краєзнавчого (аграрного) спрямування, продовжуючи й просвітницьку діяльність. До структури музею входили такі відділи, як природничий, культурно-історичний та економічний. На основі колекції наочних приладів було створено пересувний відділ, відділ наочно-шкільних підручників, а також хімічна лабораторія, метеорологічна станція та краєзнавчий гурток. Старобільська школа ліквідації неписьменності регулярно користувалася бібліотекою музею, яка налічувала 760 екземплярів книжок, зокрема шкільних підручників.
Тімашева М. С. розпочала роботу в Музеї Старобільського краю на посаді препаратора, а згодом — завідувачки музею, одночасно продовжуючи вести спостереження на метеорологічній станції при музеї (червень 1921 р. — серпень 1926 р.) та за сумісництвом займаючи посаду завідувачки сільгосподарської бібліотеки при окружному земельному відділі Наркомзему УСРР (жовтень 1927 р. — липень 1930 р.). Впорядкуванню цієї бібліотеки М. С. Тімашева віддала багато сил та часу, за три роки систематизувавши три тисячі книжок з різних сільськогосподарських питань, розробивши систематичний та алфавітний каталоги до них. В той же час вона також займалася комплектуванням та систематизацією бібліотеки Музею Старобільського краю.
Так, з жовтня 1928 р. на офіційному листуванні музею з'являється підпис М. С. Тімашевої як завідувачки музею. Нова завідувачка, попри те, що залишилася в штаті одна, все ж продовжила музейну роботу. Незважаючи на відсутність спеціальної освіти та досвіду проведення пам'яткоохоронних робіт, вона доклала значних зусиль для залучення фахових спеціалістів для проведення натурних обстежень, археологічних досліджень та пам'яткоохоронних заходів у Старобільській окрузі. Тімашевій М. С. вдалося витребувати 500 крб з місцевого окружного бюджету для фінансування археологічних і мистецьких досліджень Старобільської округи.
Як результат проведених археологічних, мистецьких та етнографічних досліджень на території Старобільської округи вдалося виявити пам'ятки археології, архітектури та мистецтва, які згодом були взяті на державний облік. Уже 1928 р. в первинний державний реєстр пам'яток Старобільської округи було включено чотири пам'ятки архітектури, виключно культові споруди, три з яких були дерев'яні.
У період з 1928 р. до 1930 р. за активного сприяння завідувачкою Музею Старобільського краю проходять археологічні та мистецькі дослідження Старобільської округи фаховими спеціалістами-археологами, мистецтвознавцями, що значно поповнило фонди музею.
У жовтні 1931 р. М. С. Тімашева з батьками виїздить до м. Харкова, де вона влаштувалась на роботу до Центральної наукової бібліотеки при Сільськогосподарській академії наук на посаду бібліотекаря, де пропрацювала до початку 1932 р. У той же час М. С. Тімашева продовжила свою улюблену справу — вивчення мов, пройшовши навчальні курси іноземних мов на відділенні німецької мови.
З 13 лютого 1932 р. після зарахування до штату Управління гідрометеорологічної служби при РНК УСРР розпочинається «метеорологічний» етап в житті Марії Семенівни. Спочатку вона обіймала посаду секретаря, потім — інспектора з організаційних питань, а з 17 червня 1934 р. перейшла на посаду спеціаліста-метеоролога в секторі мережі та обробки метеорологічних матеріалів.
Крім того, з січня до квітня 1933 р. М. С. Тімашева працювала за сумісництвом у Археологічному музеї Харківського державного університету на посаді лаборанта.
У червні 1934 р., у зв'язку з переведенням столиці УСРР до м. Києва, М. С. Тімашева разом з установою переїжджає до м. Києва, де продовжує працювати метеорологом аж до 7 липня 1941 р. Працюючи в Управлінні гідрометеорологічної служби при РНК УСРР, вона продовжує підвищувати свою кваліфікацію, пройшовши в листопаді-грудні 1936 р. курси інспекторів-метеорологів.
За часів німецької окупації м. Києва М. С. Тімашева залишалася з хворою матір'ю в місті, а з квітня 1942 р. вона влаштувалась на роботу до дитячого будинку прибиральницею, щоб уникнути примусового відправлення на роботу до Німеччини.
Вже після звільнення м. Києва М. С. Тімашева з 13 листопада 1943 р. поновлюється на роботі та працює на посаді інспектора Управління гідрометеорологічної служби Київського військового округу при РНК УСРР.
Після реевакуації Інституту археології АН УРСР з м. Уфи та м. Москви до м. Києва уряд УРСР поставив завдання дирекції Інституту найскоріше відновити науковий потенціал, запросивши на роботу з евакуації та лав Червоної армії фахівців-археологів, реставраторів, фотографів, бібліографів та музейних працівників. Інституту катастрофічно не вистачало спеціалістів. На початку лютого 1945 р. на ім'я начальника Гідрометеорологічної служби Київського військового округу Т. К. Богатиря надійшов лист за підписом члена-кореспондента АН УРСР, директора Інституту археології АН УРСР Л. М. Славіна та вченого секретаря цього інституту М. Я. Рудинського, у якому містилось обґрунтоване прохання: «… Інститут Археології Академії Наук УРСР просить відпустити на роботу до Інституту тов. Тімашеву Марію Семенівну… Інститут Археології, відновлений після реевакуації до Києва Академії Наук в липні 1944 року, зараз запрошує до роботи всіх кваліфікованих робітників, які працювали в спеціальних галузях його роботи та близьких до них ділянках, щоб в найскоріший час за директиви Раднаркому УРСР по поновлення і розгортання роботи Академії Наук УРСР забезпечити також і відбудовчу роботу Інституту Археології. Потреба в таких робітниках відчувається Інститутом в далеко більшій мірі ніж по інших установах тому, що значна частина робітників вибули через обставини воєнного часу та евакуації з складу співробітників Інституту...».
З 10 лютого 1945 р. М. С. Тімашева була прийнята до Інституту археології АН УРСР на посаду бібліотекаря-бібліографа, а з листопада 1953 р. — бібліотекаря.
Досвід практичної діяльності М. С. Тімашевої, що налічував близько трьох десятків років на музейній та бібліотечній ділянках роботи за профілем роботи інституту та велика обізнаність з археологічним та етнографічним матеріалом допомогли упорядкувати її зібрання та відновити діяльність наукової бібліотеки Інституту археології АН УРСР.
Попрацювавши у Інституті археології АН УРСР 10 років М. С. Тімашева 10 квітня 1955 р. звернулась до адміністрації інституту з заявою про звільнення, яка не була схвалена. Проте вік брав своє, давалися взнаки тяжкі роки початку 1920-х, 1930-х та випробування 1940-х, здоров'я вимагало все більше уваги та тривалого лікування, і тому 5 травня 1955 р. М. С. Тімашева вдруге подала заяву на ім'я директора інституту С. М. Бібікова з проханням звільнити її з займаної посади бібліотекаря. Розглянувши заяву, керівництво інституту позитивно вирішило прохання М. С. Тімашевої і 15 травня 1955 р. став останнім днем її роботи в Інституті археології АН УРСР.
Таким чином, у віці 61 рік Марія Семенівна Тімашева закінчила працювати. Після цієї дати простежити подальший життєвий шлях не вдається.